# Otis Smith
Otis Fitzgerald Smith (Jacksonville, Florida, 30 de noviembre de 1964) es un exjugador y entrenador de baloncesto estadounidense que jugó seis temporadas en la NBA y una más en la liga sueca. Con 1,96 metros de estatura, lo hacía en la posición de alero.

## Trayectoria deportiva

### Universidad
Jugó durante cuatro temporadas con los Dolphins de la Universidad de Jacksonville, en las que promedió 14,7 puntos, 7,9 rebotes y 2,3 asistencias por partido. Acabó su carrera siendo el único jugador de la historia de los Dolphins en conseguir más de 1.700 puntos y 900 rebotes, siendo también el único que ha conseguido ser elegido en sus cuatro temporadas en el mejor quinteto de la Sun Belt Conference.

### Profesional
Fue elegido en la cuadragésimo primera posición del Draft de la NBA de 1986 por Denver Nuggets, donde en su primera temporada apenas participó en el juego, siendo alineado solamente en 28 partidos, en los que promedió 2,8 puntos y 1,2 rebotes. Al año siguiente, con la temporada 1987-88 ya comenzada, fue traspasado a Golden State Warriors, donde en 57 partidos promedió 13,7 puntos, 4,0 rebotes y 2,6 asistencias, siendo el cuarto mayor incremento de media de anotación de una temporada a otra de toda la liga, mejorando en 8,9 puntos. Esa temporada participó en su primer concurso de mates dentro del All-Star Game de la NBA 1988, acabando en la cuarta posición por detrás de Michael Jordan, Dominique Wilkins y Clyde Drexler.
Jugó una temporada más en los Warriors, como suplente de Terry Teagle, promediando 10,0 puntos y 4,1 rebotes por partido, pero al año siguiente no fue protegido por su equipo en el Draft de Expansión por la incorporación de nuevas franquicias a la liga, siendo elegido por los Orlando Magic. En su primera temporada alternó el puesto de escolta titular con Jerry Reynolds, jugando la que hasta ese momento era su mejor campaña, promediando 13,5 puntos y 4,6 rebotes por partido, siendo la tercera referencia en ataque tras Terry Catledge y Reggie Theus.
Al año siguiente sus números mejoraron hasta los 13,9 puntos y 5,2 rebotes por partido, igualando su mejor registro anotador en un partido tras conseguir 33 puntos ante Seattle Supersonics, pero las lesiones empezaron a hacer mella, perdiéndose 27 partidos en la temporada 1991-92, setirándose al término de la misma por una lesión de rodilla.
Regresó a las pistas 4 años después, jugando una temporada en el Solna Vikings de la liga sueca, competición de la que fue nombrado mejor jugador del año.

## Estadísticas de su carrera en la NBA

### Temporada regular
| Temporada | Edad | Equipo                | Liga | P   | TIT | MIN  | TC  | TCA  | %TC  | 3P  | 3PA | %3P  | TL  | TLA | %TL  | R.OF. | R.DEF. | REB | ASIS | ROB | TAP | PER | FP  | PTS  |
| 1986-87   | 23   | Denver Nuggets        | NBA  | 28  | 0   | 6.0  | 1.2 | 2.8  | .418 | 0.0 | 0.1 | .000 | 0.4 | 0.8 | .571 | 0.6   | 0.6    | 1.2 | 0.8  | 0.0 | 0.0 | 0.7 | 1.1 | 2.8  |
| 1987-88   | 24   | TOTAL                 | NBA  | 72  | 18  | 21.5 | 4.5 | 9.2  | .491 | 0.2 | 0.6 | .317 | 2.5 | 3.2 | .777 | 1.8   | 1.7    | 3.4 | 2.2  | 1.3 | 0.6 | 1.5 | 2.2 | 11.7 |
| 1987-88   | 24   | Denver Nuggets        | NBA  | 15  | 6   | 12.7 | 2.5 | 6.2  | .398 | 0.0 | 0.0 |      | 1.4 | 1.9 | .750 | 1.1   | 0.9    | 2.0 | 0.7  | 0.3 | 0.4 | 0.8 | 1.5 | 6.3  |
| 1987-88   | 24   | Golden State Warriors | NBA  | 57  | 12  | 23.8 | 5.1 | 10.0 | .506 | 0.2 | 0.7 | .317 | 2.8 | 3.5 | .781 | 1.9   | 1.9    | 3.8 | 2.5  | 1.5 | 0.6 | 1.7 | 2.4 | 13.1 |
| 1988-89   | 25   | Golden State Warriors | NBA  | 80  | 5   | 20.0 | 3.9 | 8.9  | .435 | 0.1 | 0.5 | .189 | 2.2 | 2.7 | .798 | 1.6   | 2.5    | 4.1 | 1.8  | 1.1 | 0.5 | 1.6 | 2.1 | 10.0 |
| 1989-90   | 26   | Orlando Magic         | NBA  | 65  | 35  | 25.3 | 5.4 | 10.9 | .492 | 0.2 | 0.6 | .250 | 2.6 | 3.4 | .761 | 1.8   | 2.8    | 4.6 | 2.3  | 1.2 | 0.9 | 1.6 | 2.7 | 13.5 |
| 1990-91   | 27   | Orlando Magic         | NBA  | 75  | 39  | 25.1 | 5.4 | 12.0 | .451 | 0.1 | 0.6 | .196 | 2.9 | 4.0 | .734 | 2.3   | 2.8    | 5.2 | 2.3  | 1.1 | 0.5 | 1.9 | 2.5 | 13.9 |
| 1991-92   | 28   | Orlando Magic         | NBA  | 55  | 5   | 15.9 | 2.1 | 5.8  | .365 | 0.1 | 0.4 | .381 | 1.3 | 1.7 | .769 | 0.7   | 1.4    | 2.1 | 1.0  | 0.7 | 0.2 | 1.1 | 1.5 | 5.6  |
| Total     |      |                       | NBA  | 375 | 102 | 20.6 | 4.1 | 9.0  | .455 | 0.1 | 0.5 | .251 | 2.2 | 2.9 | .762 | 1.6   | 2.2    | 3.8 | 1.8  | 1.0 | 0.5 | 1.5 | 2.1 | 10.5 |

### Playoffs
| Temporada | Edad | Equipo                | Liga | P | MIN | TCA | TC | 3PA | 3P | TLA | TL | R.OF. | REB | ASIS | ROB | TAP | PER | FP | PTS | %TC  | %3P | %FT  | MIN  | PTS | REB | AST |
| 1986-87   | 23   | Denver Nuggets        | NBA  | 3 | 19  | 2   | 6  | 0   | 0  | 6   | 9  | 1     | 5   | 4    | 0   | 2   | 4   | 1  | 10  | .333 |     | .667 | 6.3  | 3.3 | 1.7 | 1.3 |
| 1988-89   | 25   | Golden State Warriors | NBA  | 4 | 49  | 9   | 24 | 0   | 0  | 1   | 2  | 6     | 13  | 6    | 2   | 1   | 2   | 5  | 19  | .375 |     | .500 | 12.3 | 4.8 | 3.3 | 1.5 |
| Total     |      |                       | NBA  | 7 | 68  | 11  | 30 | 0   | 0  | 7   | 11 | 7     | 18  | 10   | 2   | 3   | 6   | 6  | 29  | .367 |     | .636 | 9.7  | 4.1 | 2.6 | 1.4 |

## Vida personal
Desde que comenzó su carrera universitaria, Smith empezó a preocuparse de los niños de su ciudad, en ofrecerles una oportunidad para salir adelante por medio del baloncesto. cuando terminaba sus temporadas profesionales, regresaba a Jacksonville para entrenar a niños o dar cursillos improvisados, hasta que en 1989 se cumplió su sueño de crear una fundación que ayudara a todos esos niños necesitados, y así nació la Otis Smith Kids Foundation, que ofrece campamentos deportivos, tutorías o reconocimientos médicos a más de 100.000 niños del nordeste de Florida.
En 1996 fue contratado como Director de Relaciones con la comunidad de los Orlando Magic, puesto que ocupó hasta 1998, y al año siguiente desempeñó las mismas funciones para la Fundación de los Golden State Warriors, hasta el año 2002. En 2003 fue nombrado Director de Desarrollo de los Jugadores en los Orlando Magic, ascendiendo a ayudante del mánager general al año siguiente, y ocupando su puesto en 2006.